# Любиша Блажевски
Любиша Блажевски е български лекар (ортопед-травматолог) и политик.

## Биография
Роден е на 17 август 1981 година в град Тетово, Социалистическа федеративна република Югославия. Завършва медицина в Медицинския университет във Варна, специализция ортопедия и травматология. Завършва и здравен мениджмънт в Бургаския свободен университет. Работи като ортопед-травматолог в МБАЛ „Света Анна“ във Варна.
Блажевски е общински съветник, а от 2023 година е председател на Комисията по здравеопазване, образование и спорт в Общинския съвет на град Бяла.
На парламентарните избори през юни 2024 година е кандидат от „Продължаваме промяната“.
На парламентарните избори през октомври 2024 година Блажевски е водач на листата на партия „Величие“ в Бургас. След като партията получава 10 места в парламента през март 2025 година, Блажевски става народен представител в LI народно събрание от 2-ри МИР – Бургас. Той заема мястото на Ешереф Ешереф от коалиция „Алианс за права и свободи“, чийто избор е обявен за незаконен с решение на Конституционния съд.